# M249
Súng máy hạng nhẹ M249 (Light Machine Gun, 5.56 mm, M249), trước đây được gọi là Súng máy cấp tiểu đội M249 (M249 Squad Automatic Weapon - SAW), là một biến thể của FN Minimi dành cho quân đội Hoa Kỳ, được chế tạo bởi công ty FN Herstal (FN) của Bỉ. M249 được sản xuất ở Mỹ tại công ty con của FN ở Columbia, Nam Carolina và được sử dụng rộng rãi trong Quân đội Hoa Kỳ. Khẩu súng này đã được giới thiệu vào năm 1984 sau khi được đánh giá là có hiệu quả nhất trong số các khẩu súng dự thi để giải quyết vấn đề thiếu hỏa lực tự động trong các tiểu đội. Nó cung cấp cho các tiểu đội bộ binh nguồn hỏa lực có tốc độ bắn cao của một khẩu súng máy kết hợp với độ chính xác và khả năng xách tay của một khẩu súng trường.
M249 nạp đạn bằng khí nén và làm mát bằng không khí. Nòng súng có khả năng thay thế nhanh, giúp người bắn có thể nhanh chóng thay nòng khi nòng trở nên quá nóng hoặc bị kẹt đạn. Giá 2 chân có thể gập được lắp ở gần đầu nòng súng, tuy nhiên vẫn có thể gắn thêm bệ chống ba chân M192. Nó có thể dùng cả dây đạn hoặc băng đạn STANAG (giống như ở M16 và M4). Điều này cho phép người bắn có thể sử dụng băng đạn của súng trường như nguồn cấp đạn khẩn cấp khi không còn đạn dự trữ.
M249 xuất hiện trong các cuộc xung đột lớn có liên quan đến Mỹ kể từ cuộc chiến Panama - Hoa Kỳ năm 1989. Do vấn đề về khối lượng, Thủy quân lục chiến Hoa Kỳ đang có kế hoạch thay thế không hoàn toàn M249 bằng Súng trường Tự động Bộ binh M27.

## Lịch sử
Minimi được chế tạo bởi Fabrique Nationale ở Bỉ, còn M249 được hãng FNH USA, một công ty con của FN ở Mỹ chế tạo. M249 đứng đầu trong cuộc thi chế tạo "vũ khí cộng đồng mới" trong giai đoạn cuối thập niên 1970 đến đầu thập niên 1980. Minimi đã được nhiều quốc gia sử dụng kể từ thời đó, đặc biệt là các thành viên khối NATO.
M249 là một trong nhiều loại súng máy cá nhân được NATO sử dụng trong ba thập kỷ: 1970, 1980, 1990. Băng đạn của Bỉ (SS109) được phát triển để sử dụng cho M249 với loại đạn 5.56 mm tiêu chuẩn NATO. Tại Hoa Kỳ, khẩu M16A2 được chế tạo theo một phần cấu tạo của khẩu M249 để chuyển từ loại băng đạn SS109 có rãnh xoắn tỷ lệ khác (1:7 inches) của Hoa Kỳ trước đây sang loại băng đạn tiêu chuẩn M193 5.56 mm.
Minimi và M249 không phải là vũ khí giống nhau. Trọng lượng của hai loại súng này khác nhau và có những kết cấu hơi khác. Mặc dù chính thức được chấp nhận vào đầu những năm 1980, một số vấn đề về sản xuất làm chậm trễ sự triển khai đầy đủ cho đến cuối thập niên 90. Khoảng 1000 khẩu M249 được trực tiếp mua từ FN cho Chiến tranh vùng Vịnh vào 1991.
Tuy nhiên, M249 đã trải qua một số phương án và những chương trình cải tiến, theo kế hoạch, nó dự định được thay thế bởi một súng máy hạng nhẹ mới - AAI LMGA (đã ký hợp đồng vào năm 2004). Đầu năm 2005, Quân đội ARDEC Hoa Kỳ tổ chức một cuộc vận động cho việc sử dụng một loại súng máy hạng nhẹ mới, tuy nhiên, không có sự chọn lựa nào được đưa ra.

## Cấu tạo
M249 là súng máy hạng nhẹ, hoạt động theo nguyên tắc trích khí tự động, được làm mát bằng không khí. Nó có thể sử dụng băng đạn STANAG 30 viên của M16 gắn qua cạnh súng. Thiết kế này cho phép xạ thủ M249 có thể sử dụng hộp tiếp đạn bên cạnh sử dụng dây đạn, nhưng thường gây ra kẹt đạn khi băng đạn quá dài, không thể duy trì tốc độ bắn cao. Tuy nhiên, các phiên bản mới đã khắc phục những vấn đề này. Súng lấy đạn từ một hộp đạn nhựa cứng 100 hoặc 200 viên, kẹp lại dưới khóa nòng. Hộp đạn bằng nhựa cứng giúp tăng độ an toàn cho sự chuyển động của đạn và giảm tiếng ồn ở mức tiêu chuẩn. M249 SAW được trang bị một giá hai chân để hỗ trợ xạ kích, với nòng súng có thể thay thế nhanh, giúp ngăn chặn sự nóng lên quá mức và duy trì chất lượng xạ kích. Nòng súng được gắn vào và tháo ra bằng việc quay các chốt định vị. Ngoài ra, báng súng được thiết kế rỗng để chứa một số phụ tùng lau chùi, bảo quản súng. Tuy nhiên, trong thực tế, người ta ít khi sử dụng đến.

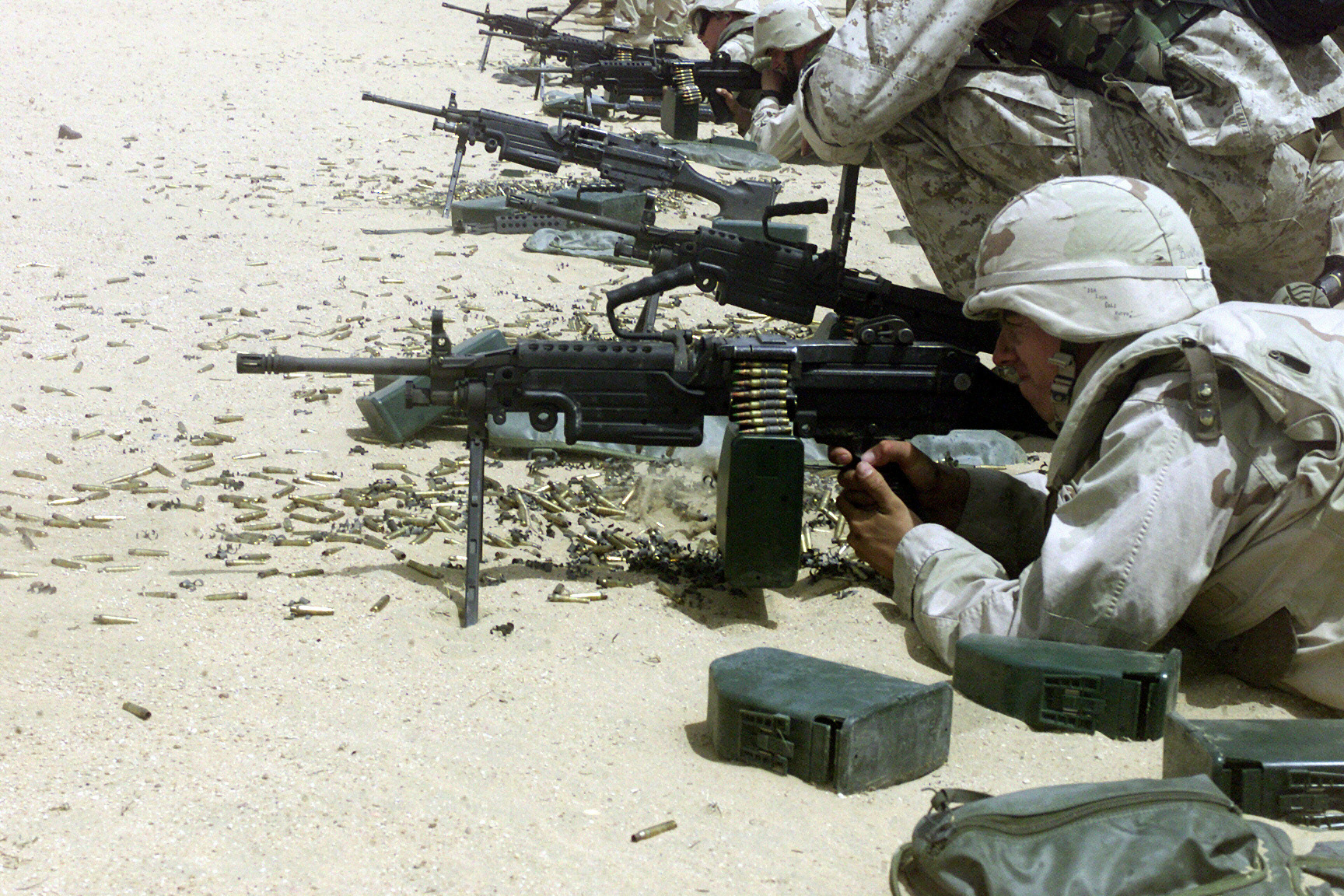
Thủy quân lục chiến Hoa Kỳ (USMC) bắn súng M249 trong một bài tập bắn tại Căn cứ không quân Al Jabbar, Kuwait, trong thời gian thực hiện Chiến dịch Tự do Iraq.

## Các quốc gia sử dụng
- NATO

Binh sĩ Afghanistan được huấn luyện bắn súng M249.

- Hoa Kỳ - Trong tiểu đội bộ binh (1 M249 SAW/tiểu đội), xạ thủ súng máy trên trực thăng, Thủy quân Lục chiến Hoa Kỳ.
- Israel
- Afghanistan - Quân đội Quốc gia Afghanistan.
- Argentina - Lực lượng Thủy quân lục chiến Argentina sử dụng M249 SAW trong chương trình hiện đại hóa từ nửa cuối thập niên 1990.
- Canada - Lục quân Canada sử dụng FN Minimi, cả biến thể C9A1 LMG (Light Machine Gun) lẫn C9A2 LMG.
- Colombia - Dùng cho Lực lượng Đặc nhiệm Không quân Colombia.
- Đức
- Tây Ban Nha
- Pháp - FN Minimi sử dụng trong Lục quân và Lực lượng Lê dương Pháp
- Mexico - Lục quân và Hải quân Mexico sử dụng cả M249 và Minimi.
- Philippines - Sử dụng trong Lục quân và Thủy quân lục chiến Philippines.
- Slovenia - Sử dụng trong Quân đội Slovenia.
- Thái Lan - Sử dụng (M249 và FN Minimi).
- Úc - Sử dụng trong Lực lượng Quốc phòng Úc

### So sánh M249 với một số loại súng khác
|                    | M1918 BAR Hoa Kỳ Súng máy hạng nhẹ Đã loại khỏi trang bị | M249 Hoa Kỳ Súng máy hạng nhẹ | M249 Para Hoa Kỳ Súng máy hạng nhẹ | MG4 Đức Súng máy hạng nhẹ | M240B Hoa Kỳ Súng máy hạng trung | RPK-74 Nga Súng máy hạng nhẹ | IMI Negev Israel Súng máy hạng nhẹ | Ultimax 100 Singapore Súng máy hạng nhẹ |
| ------------------ | -------------------------------------------------------- | ----------------------------- | ---------------------------------- | ------------------------- | -------------------------------- | ---------------------------- | ---------------------------------- | --------------------------------------- |
| Trọng lượng        | 9.5 kg                                                   | 10 kg                         | 9.1 kg                             | 8.15 kg                   | 15.8 kg                          | 5.56 kg                      | 9.7 kg                             | 6.8 kg                                  |
| Chiều dài          | 1.194 mm (47 in)                                         | 1.041 mm (41 in)              | 893 mm (35 in)                     | 1.030 mm (41 in)          | 1.245 mm (49 in)                 | 1.060 mm (42 in)             | 1.020 mm (40 in)                   | 1.030 mm (41 in)                        |
| Hộp đạn            | 30-06 Springfield (đạn chuyên dùng)                      | 5.56x45mm NATO                | 5.56x45mm NATO                     | 5.56x45mm NATO            | 7.62x51mm NATO                   | 5.45x39mm                    | 5.56x45mm NATO                     | 5.56x45mm NATO                          |
| Lượng đạn kèm theo | 20 viên/hộp                                              | 200 viên/dây                  | 200 viên/dây                       | 150 viên/dây              | 200 viên/dây                     | 45 viên/hộp                  | 150 viên/dây                       | 100 viên/hộp tròn                       |
| Sơ tốc đầu đạn     | 860 m/s                                                  | 915 m/s                       | 915 m/s                            | 915 m/s                   | 905 m/s                          | 960 m/s                      | 915 m/s                            | 970 m/s                                 |
|                    |                                                          |                               |                                    |                           |                                  |                              |                                    |                                         |